# Beorhtwulf
Vous lisez un « bon article » labellisé en 2014.
Beorhtwulf ou Berhtwulf est roi de Mercie de 839 ou 840 à sa mort, vraisemblablement survenue en 852.
D'ascendance inconnue, il appartient peut-être à la famille de Beornwulf, qui règne sur la Mercie dans les années 820. Il succède à Wiglaf à la tête d'un royaume affaibli par les luttes dynastiques et la montée en puissance du Wessex voisin. Son règne est principalement marqué par les offensives des Vikings sur les rivages de son royaume : il subit une défaite face à eux à Londres en 851.
Beorhtwulf et son épouse Sæthryth ont deux fils, Beorhtfrith et Beorhtric, mais aucun d'eux ne lui succède sur le trône. C'est un certain Burgred, lui aussi d'origine inconnue, qui monte sur le trône après lui.

## La Mercie au début duIXesiècle

Les royaumes de Grande-Bretagne au début du IX.

La Mercie domine les autres royaumes anglo-saxons durant la majeure partie du VIIIe siècle. Son influence sur les royaumes du Sud-Est de l'Angleterre (Kent, Est-Anglie et Essex) persiste jusque dans les années 820 sous le règne de Cenwulf. La mort de Cenwulf en 821 marque le début d'une période de conflits dynastiques et de défaites militaires qui redessinent la carte politique de l'Angleterre en faveur du royaume voisin de Wessex.
En l'espace de six années à peine, quatre (voire cinq) rois issus de quatre familles différentes se succèdent sur le trône de Mercie. Les liens de famille qui les unissent sont difficiles à établir, mais l'onomastique offre quelques indications permettant de reconstituer de possibles dynasties. Une première famille (« C ») comprend les frères Cenwulf, Cuthred de Kent et Ceolwulf. Elle prend le pouvoir après la mort d'Offa de Mercie et de son fils Ecgfrith, en 796. Ceolwulf, qui succède à Cenwulf en 821, est déposé deux ans plus tard par Beornwulf, représentant d'une autre famille (« B »). Beornwulf est tué lors d'une campagne en Est-Anglie en 826. Après l'éphémère règne de Ludeca, le premier représentant de la dynastie « Wig », Wiglaf, accède au pouvoir en 827. Il est déposé par Egbert de Wessex en 829, mais parvient à se rétablir sur le trône dès l'année suivante. Beorhtwulf, qui lui succède en 839 ou 840, est vraisemblablement issu de la dynastie « B » de Beornwulf,.
Cependant, cette interprétation de la crise dynastique mercienne comme un conflit entre des branches concurrentes de la dynastie royale n'est peut-être pas la bonne : il s'agit peut-être plutôt d'une lutte entre des peuples issus de diverses régions du royaume. La Mercie comprend effectivement plusieurs sous-royaumes, comme ceux des Hwicce, des Tomsæte ou des Magonsæte. Il est également possible que les rois soient placés sur le trône par les principaux nobles du royaume, ceux que les chartes appellent « dux » ou « princeps ».
La principale source littéraire pour cette période de l'histoire de l'Angleterre est la Chronique anglo-saxonne, un ensemble d'annales compilé au Wessex au IXe siècle et susceptible par conséquent d'être biaisé en faveur de ce royaume. Il subsiste également des chartes du règne de Beorhtwulf, qui attestent de donations de terres faites à des sujets ou à l'Église. La plupart de ces chartes proviennent des archives de la cathédrale de Worcester et concernent cet établissement religieux.

## Origines et avènement
Un certain « Beorhtwulf » apparaît comme témoin sur une charte de Wiglaf datant de 836 : s'il ne s'agit pas d'un homonyme, cette charte constitue la première mention connue du futur roi. Les listes de rois se contentent d'indiquer son nom à la suite de celui de Wiglaf, sans préciser la date exacte de son avènement. L'historien D. P. Kirby s'appuie sur les dates connues des règnes de Beorhtwulf et Burgred, ses deux successeurs, pour dater la mort de Wiglaf en 839. Il est possible que son fils Wigmund soit brièvement monté sur le trône avant Beorhtwulf, mais le seul argument en faveur de cette hypothèse est une tradition ultérieure concernant Wigstan, le fils de Wigmund.

## Règne

### Les raids vikings
Le règne de Beorhtwulf commence sous de mauvais auspices : la Chronique anglo-saxonne rapporte des raids vikings en 841 sur les côtes sud et est de l'Angleterre, y compris dans la province mercienne de Lindsey, autour de l'actuelle Lincoln. La ville de Londres, principale place commerciale de Mercie, est attaquée l'année suivante. La Chronique mentionne un « grand massacre » à Londres pour l'année 842, et d'importants trésors de pièces sont enterrés dans la ville à cette époque,.
En 851, une armée viking débarque à Thanet, qui est encore une île à l'époque, et hiverne sur place. La Chronique anglo-saxonne rapporte que Cantorbéry et Londres sont ravagées par une seconde flotte viking de 350 vaisseaux qui « met en déroule Beorhtwulf, roi de Mercie, avec son armée ». Les Vikings sont vaincus par Æthelwulf et ses fils Æthelstan et Æthelbald à la bataille d'Aclea, mais leur offensive semble avoir des conséquences économiques importantes, car les monnaies merciennes frappées à Londres se font rares après 851.

### La reprise des frappes monétaires
Après une décennie où l'on ne connaît quasiment pas de frappe mercienne, Beorhtwulf relance l'émission de monnaies vers le début de son règne. Une interprétation possible de cette éclipse serait de considérer Wiglaf comme un roi client d'Egbert de Wessex, qui n'aurait pas eu le pouvoir d'émettre des monnaies en son nom propre. La reprise des frappes merciennes traduirait dans ce cas une prise d'indépendance de Beorhtwulf vis-à-vis du Wessex. Néanmoins, Wiglaf semble plutôt avoir repris le trône de Mercie par la force qu'en se soumettant à Egbert, ce qui rend cette hypothèse caduque. Une autre possibilité consiste à envisager la production monétaire comme un moyen de relancer l'économie du pays face aux offensives des Danois. La menace viking explique peut-être également la coopération monétaire entre la Mercie et le Wessex qui débute sous le règne de Beorhtwulf et dure jusqu'à la fin du IXe siècle et la fin de l'indépendance mercienne.

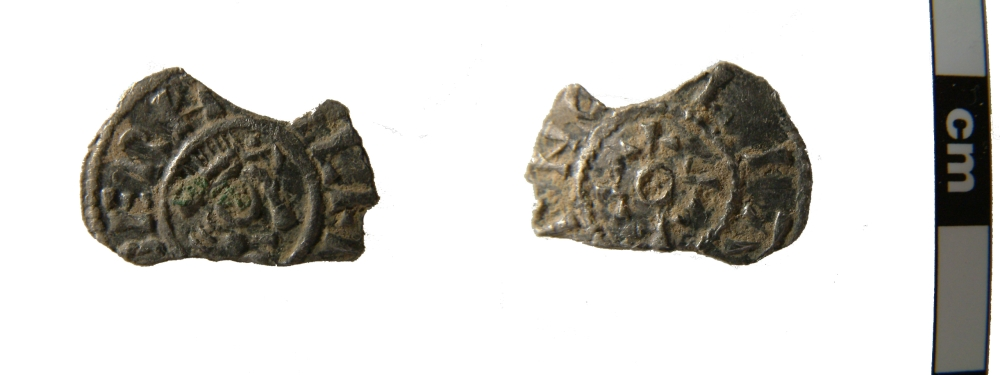
Une pièce endommagée frappée entre 843 et 848.

Les premières pièces de Beorhtwulf sont émises en 841-842, et peuvent être identifiées comme l'œuvre d'un graveur de Rochester, dans le Kent, qui produit également des pièces au début du règne d'Æthelwulf de Wessex. La décennie passée sans frappe monétaire contraint vraisemblablement Beorhtwulf à faire appel à des artisans étrangers, et l'atelier le plus proche se trouve précisément à Rochester. Cependant, les pièces n'ont sans doute pas été frappées sur place : il est plus plausible qu'elles proviennent de Londres, ville sous contrôle mercien. Les pièces ultérieures de Beorhtwulf ressemblent beaucoup à celles d'Æthelwulf. Une pièce en particulier combine un portrait de Beorhtwulf à l'avers avec un dessin employé par Æthelwulf au revers. Certains historiens y ont vu la preuve d'une alliance concrète entre les deux royaumes, mais il s'agit plus vraisemblablement de l'œuvre d'un faussaire ou d'un monnayeur illettré qui aurait repris le dessin d'une pièce d'Æthelwulf. Une frappe différente apparaît plus tard dans les années 840, et cesse probablement en raison des attaques vikings de 850-851. D'autres pièces, sur lesquelles n'apparaît aucun portrait, ont probablement été produites à la toute fin du règne de Beorhtwulf.

### Relations avec le Wessex et les Gallois
Le Berkshire semble être passé de la Mercie au Wessex vers la fin des années 840. En 844, l'évêque de Leicester Ceolred accorde un domaine à Beorhtwulf à Pangbourne, dans le Berkshire, ce qui implique que la région appartient toujours à la Mercie à cette date. Cependant, la biographie du roi Alfred le Grand rédigée à la fin du IXe siècle par le moine Asser le fait naître entre 847 et 849 à Wantage, également dans le Berkshire, ce qui implique que la région est entre-temps passée dans le giron du Wessex. Néanmoins, il est possible que ce territoire ait été divisé entre les deux royaumes, peut-être même avant l'avènement de Beorhtwulf. Quelle qu'ait été la nature du changement, il ne reste rien permettant d'indiquer son déroulement. L'ealdorman du Berkshire, un Mercien nommé Æthelwulf, semble être resté en poste tout au long de cette période, signe d'une transition pacifique,.
Les Gallois semblent avoir été brièvement soumis à la Mercie par Beorhtwulf ou par son successeur Burgred. Aucune preuve ne permet d'attribuer ce développement à Beorhtwulf, mais en 853, soit peu de temps après sa mort, les Gallois se révoltent contre la Mercie. Le successeur de Beorhtwulf, Burgred, doit faire appel à Æthelwulf de Wessex pour les vaincre,.

### Relations avec l'Église

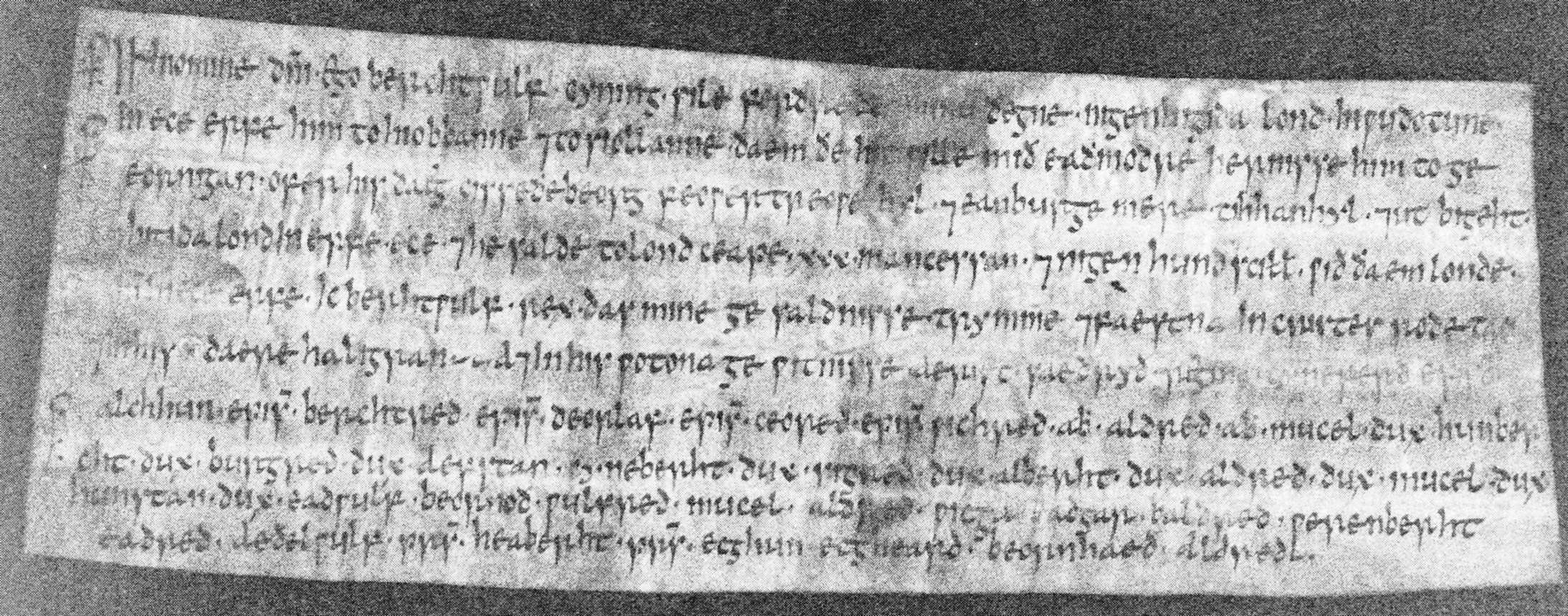
Une charte émise vers 845 par laquelle Beorhtwulf accorde à son thegn Forthred des terres à Wotton Underwood, dans le Buckinghamshire, en échange d'un paiement de 30 mancus et 900 shillings.

Le synode de Croft, organisé par Wiglaf en 836 et auquel Beorhtwulf assiste peut-être, est le dernier conclave d'une telle envergure convoqué par un roi mercien. À partir du règne de Beorhtwulf, le royaume de Wessex possède davantage d'influence sur l'archevêque de Cantorbéry que la Mercie. Une charte de 840 apporte des informations supplémentaires concernant les relations de Beorhtwulf avec l'Église. Cette charte concerne des terres accordées par Offa au monastère de Bredon, dans le Worcestershire, et saisies par Beorhtwulf. Dans la charte, le roi reconnaît les droits de l'Église sur cette terre, mais il contraint l'abbé à fournir un don important pour la récupérer : « quatre chevaux de choix, un anneau de 30 mancusii, un plat adroitement travaillé de trois livres, deux cors d'argent de quatre livres, deux bons chevaux, deux gobelets de deux livres et une coupe dorée de deux livres ».
Il ne s'agit pas d'un cas isolé : d'autres chartes témoignent de conflits entre les rois de Mercie et l'Église sur des questions foncières. Il existe par exemple une charte de 849 par laquelle Beorhtwulf reçoit le bail d'une terre de l'évêque de Worcester. Il s'engage en échange à être « l'ami fidèle de l'évêque et de sa communauté » et « à ne plus les voler à l'avenir » selon l'expression de l'historien Patrick Wormald. D'après Wormald, cette rudesse s'explique par la raréfaction des domaines terriens disponibles, les monastères en ayant déjà reçu un grand nombre. Plus d'un siècle auparavant, Bède le Vénérable abordait déjà ce problème dans une lettre à l'archevêque Egbert d'York. Que Beorhtwulf en soit réduit à de telles exactions laisse à penser qu'il ne peut pas compter sur le soutien de ses nobles dans ce genre de situations, et donc que son assise sur le trône est incertaine.
Les propriétaires terriens sont dans l'obligation de soutenir financièrement la maison du roi, bien que des exemptions soient possibles. Ainsi, une charte de la fin des années 840 dispense le monastère (en) de Breedon on the Hill de devoir fournir nourriture et logis aux serviteurs et messagers de Beorhtwulf, y compris « les faucons royaux, chasseurs, chevaux et leurs gardiens ». Cette exemption coûte cher au monastère et ne l'exonère pas de tous ses devoirs : l'obligation de nourrir les messagers de royaumes voisins ou d'outre-mer en est spécifiquement exclue,.

## Mort et succession
Aucune source contemporaine ne mentionne la mort de Beorhtwulf, mais d'après la Chronique anglo-saxonne, son successeur Burgred règne vingt-deux ans et est chassé du trône par les Vikings en 874, ce qui placerait la mort de Beorhtwulf en 852. Les chartes de Burgred situent le début de son règne avant le 25 juillet 852. Son nom débute également par un « B » : il est donc possible qu'il appartienne lui aussi à la dynastie de Beornwulf.
Certains historiens postulent l'existence d'un roi Eanred entre les règnes de Beorhtwulf et Burgred, en s'appuyant sur un penny d'argent portant l'inscription « eanred rex » dont les similitudes avec certaines pièces de Beorhtwulf et Æthelwulf suggèrent qu'il date d'après 850. On ne connaît qu'un seul roi de ce nom : Eanred de Northumbrie, mort avant 840 (bien qu'une chronologie alternative des rois de Northumbrie ait été proposée afin de prendre en compte l'existence de cette pièce de monnaie). Ce penny est généralement attribué à « un souverain inconnu d'un royaume du Sud », et il est impossible d'affirmer avec certitude qu'un Eanred a effectivement succédé à Beorhtwulf,.
L'épouse de Beorhtwulf, Sæthryth, semble être un personnage important de son propre droit : en effet, elle témoigne sur toutes les chartes émises par son mari entre 840 et 849, après quoi on perd sa trace,. Beorhtwulf aurait eu deux fils, Beorhtfrith et Beorhtric. Ce dernier apparaît comme témoin sur deux chartes de son père. L'histoire de l'autre fils connu de Beorhtwulf, Beorhtfrith, est relatée dans la Passio sancti Wigstani, qui inclut peut-être des éléments provenant d'une source de la fin du IXe siècle, en partie confirmée par la chronique de Jean de Worcester. Selon ce texte, Beorhtfrith désire épouser Ælfflæd, la fille du roi Ceolwulf, veuve de Wigmund (le fils de Wiglaf) et mère de Wigstan. Wigstan refuse ce mariage non seulement parce que Beorhtfrith lui est apparenté, mais aussi parce qu'il est le parrain de Wigmund. Le prétendant éconduit se venge en 849 en assassinant Wigstan, qui est par la suite vénéré comme un saint. L'histoire, bien que d'origine tardive, est considérée comme plausible par les historiens modernes.